# Peter Zumthor
Peter Zumthor (Bázel, 1943. április 26. – ) Pritzker-díjas svájci építész. Épületeit minimalista stílus jellemzi. Nagy szerepet kap nála a tervezés során a hely szelleme, mai szóhasználattal: regionalista szemlélettel tervez.

## Élete
Zumthor Svájc egyik nagy városában, Bázelben született, egy szekrénykészítő fiaként. 1958-tól tanonckodott az asztalos szakmában. 1963-ban kezdett el tanulni a Kunstgewerbeschule-n, szülővárosában.1966-ban, Zumthor ipari formatervezést és építészetet tanult, mint cserediák a New York-i Pratt Institute-ban. 1968-ban lett természetvédelmi építész Graubündenben. 

## Díjai
- Pritzker-díj (2009, kitűnő életmunkájáért)

## Galéria

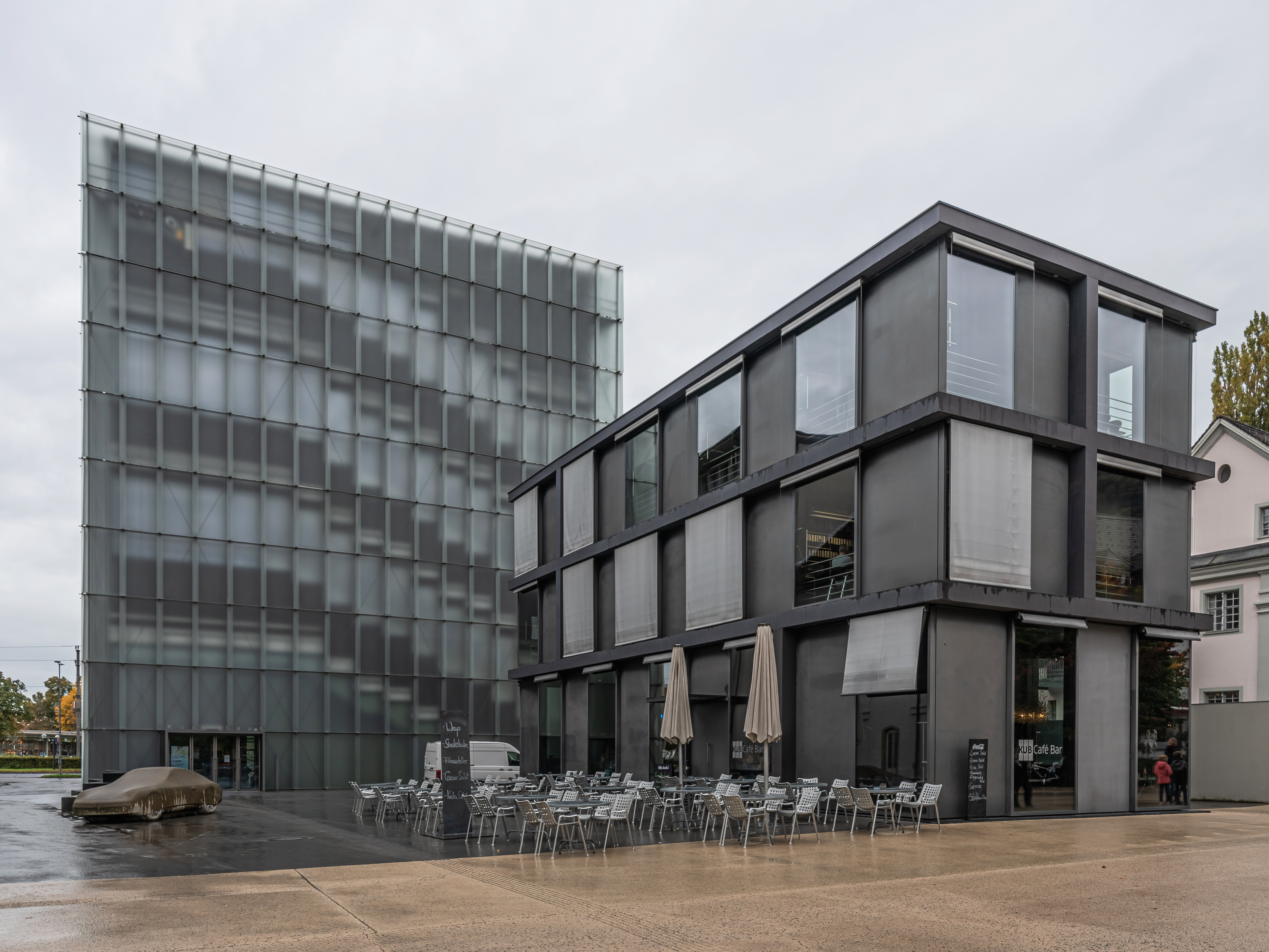
Kunsthaus, Bregenz
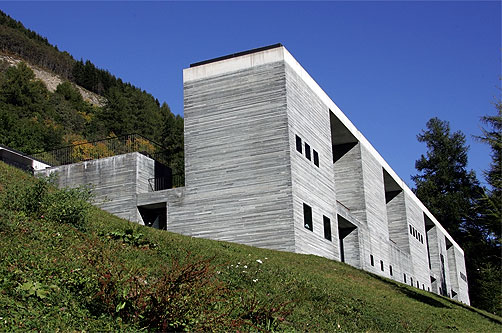
Termálfürdő, Vals, Svájc
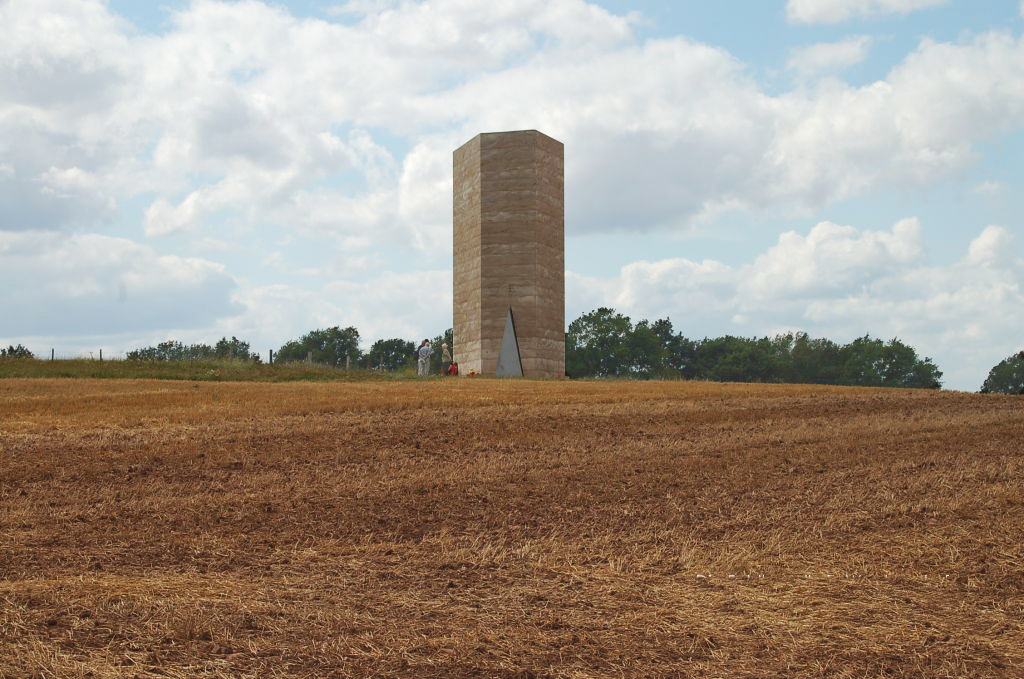
Klaus testvér kápolnája, Mechernich-Wachendorf, Németország
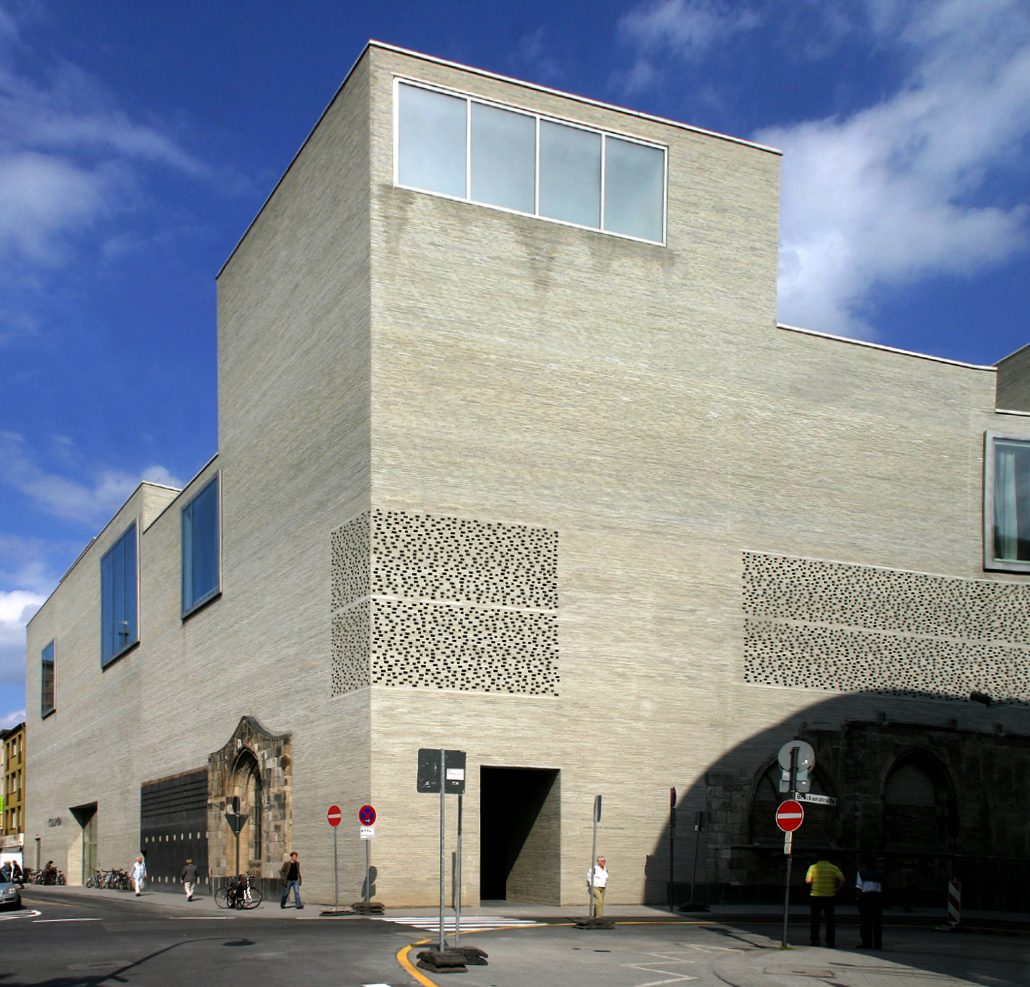
Kolumba-múzeum, Köln
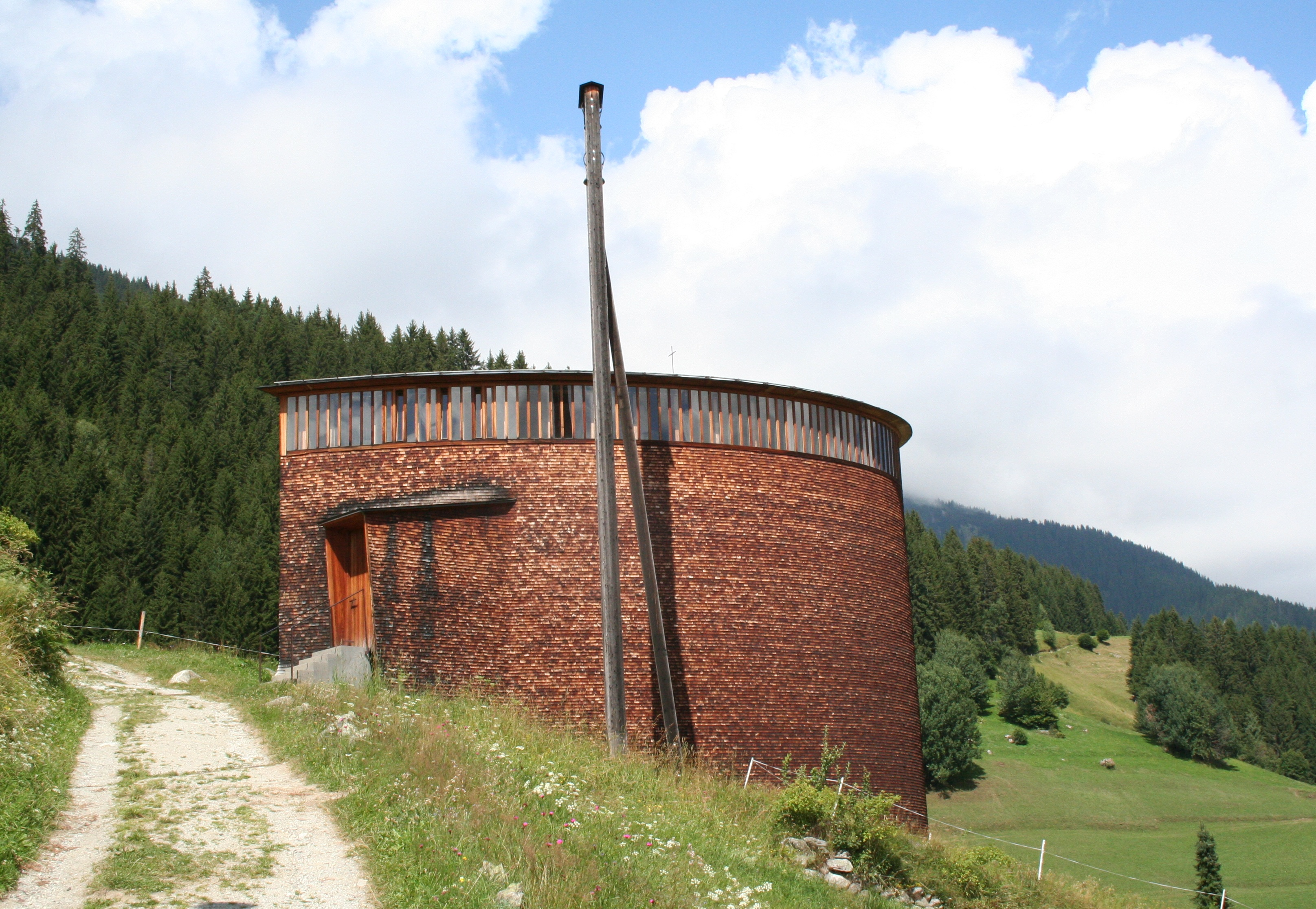
Szent Benedek-kápolna, Sumvitg, Svájc